# Ferdinand Saffe
Ferdinand Saffe (* 21. April 1867 in Wolfenbüttel; † 12. Januar 1951 in Wolfenbüttel) war ein deutscher Komponist der Spätromantik, Musikforscher, Pädagoge und Organist.

## Leben
Der Sohn eines Bahnbeamten besuchte ab 1881 das Wolfenbütteler Lehrerseminar. Er absolvierte die Abschlussprüfung 1886 und war als Hilfslehrer tätig. Von 1888 bis 1889 studierte er am Königlichen Institut für Kirchen- und Schulmusik in Berlin. Nach Abschluss des Studiums ging er nach Wolfenbüttel zurück, wo er als Volksschullehrer arbeitete. Er wurde 1891 Hilfsmusiklehrer am Lehrerseminar und wurde dort 1892 fest angestellt. Saffe wurde 1911 zum Herzoglichen Musikdirektor und 1913 zum Studienrat ernannt. Das Lehrerseminar wurde 1928 aufgelöst, woraufhin Saffe bis zu seiner Pensionierung 1933 am Gymnasium im Schloss und an der Großen Schule in Wolfenbüttel unterrichtete.

### Musikalisches Wirken
Saffe prägte über Jahrzehnte das Musikleben seiner Heimatstadt Wolfenbüttel. Von 1916 bis 1928 leitete er den Oratorienverein. Er gründete 1927 den Kammermusikkreis Wolfenbütteler Hausmusik und trug die Verantwortung für die Kammerkonzerte im Lessingtheater. Daneben wirkte er 54 Jahre lang als virtuoser Organist an der Hauptkirche Beatae Mariae Virginis in Wolfenbüttel. Er war Mitglied der Wolfenbütteler Freimaurerloge "Wilhelm zu den drei Säulen".
Er machte sich als Musikforscher um die Wiederentdeckung der Wolfenbütteler Meister des 17. Jahrhunderts verdient, darunter Johann Rosenmüller, Michael Praetorius, Johann Jakob Löwe von Eisenach und Julius Johann Weiland, deren Werke er seit 1912 bearbeitete und herausgab. Saffes musikalischer Nachlass befindet sich in der Herzog August Bibliothek.

## Schriften
- Aus Wolfenbüttels musikalischer Vergangenheit, 1913
- Wolfenbüttel in der Musikgeschichte, 1929
- Unser geistlich Lied: Kleines Chorbuch für Kirchenchöre, Schulen, Jugendverbände, Singkreise und Hausmusik, 1929
- Du holde Kunst: die Musik in meinem Leben, 1946

## Werke (Auswahl)
Saffe komponierte zwei Kirchenkantaten, Chormusik, zahlreiche Lieder, Kammer- und Orchesterwerke, eine Orgelschule und Orgelstücke. Er stand dabei in der Tradition der Spätromantik.
- Eine feste Burg ist unser Gott, Choralmotette, 1932
- Musik für Streichorchester und Klavier, 1934
- Ein Volksfest, Orchestersuite, 1938